# Aciphylla pinnatifida
Aciphylla pinnatifida är en flockblommig växtart som beskrevs av Donald Petrie. Aciphylla pinnatifida ingår i släktet Aciphylla och familjen flockblommiga växter. Inga underarter finns listade i Catalogue of Life.